# 4964 Kourovka
4964 Kourovka este un asteroid din centura principală, descoperit pe 21 iulie 1979 de Nikolai Cernîh.